# Phân bố đều (toán học)
Trong toán học, phân phối ngẫu nhiên đều hay ngắn gọn là phân phối đều là một dạng phân phối xác suất đơn giản. Có hai loại:
- Phân phối đều rời rạc
- Phân phối đều liên tục